# Samat Smakov
Samat Smakov (en kazajo: Самат Қабірұлы Смақов, romanizado: Samat Qabiruly Smaqov; Semey, RSS de Kazajistán; 8 de diciembre de 1978) es un exfutbolista de Kazajistán que jugaba en la posición de defensa.

## Carrera

### Club
| Periodo   | Club               |
| --------- | ------------------ |
| 1997–1998 | Yelimay            |
| 1999–2000 | Irtysh-Bastau      |
| 2000–2001 | FC Rostov          |
| 2002      | Zhenis Astana      |
| 2003      | Yelimay            |
| 2004–2006 | FC Kairat          |
| 2007–2013 | FC Aktobe          |
| 2013      | Çaykur Rizespor    |
| 2013–2014 | FC Kairat          |
| 2015      | FC Irtysh Pavlodar |
| 2016      | FC Aktobe          |
| 2016–2017 | FC Ordabasy        |

### Selección nacional
Debutó con Kazajistán el 31 de marzo de 2000 en un partido por la clasificación para la Copa Asiática 2000 ante Jordania a los 18 años. Desde ese día Smakov fue un convocado recurrente para Kazajistán para toda clase de partidos, incluyendo la clasificación para la Copa Mundial de Fútbol de 2002, clasificación para la Copa Mundial de Fútbol de 2006 y clasificación para la Eurocopa 2008. Hasta junio de 2016 había jugado 74 partidos y anotó dos goles, el primero fue de penal ante Bélgica en septiembre de 2007. Varias veces fue nombrado capitán. Actualmente tiene el récord de más partidos con Kazajistán con 74 hasta su retiro de la selección nacional en junio de 2016.

## Estadísticas

### Partidos con Selección
| Kazajistán | Kazajistán | Kazajistán |
| Año        | Partidos   | Goles      |
| ---------- | ---------- | ---------- |
| 2000       | 5          | 0          |
| 2001       | 6          | 0          |
| 2002       | 0          | 0          |
| 2003       | 1          | 0          |
| 2004       | 8          | 0          |
| 2005       | 8          | 0          |
| 2006       | 7          | 0          |
| 2007       | 12         | 1          |
| 2008       | 8          | 0          |
| 2009       | 1          | 0          |
| 2010       | 0          | 0          |
| 2011       | 3          | 0          |
| 2012       | 0          | 0          |
| 2013       | 0          | 0          |
| 2014       | 3          | 1          |
| 2015       | 9          | 0          |
| 2016       | 5          | 0          |
| Total      | 76         | 2          |

### Goles con Selección
| #  | Fecha      | Sede                           | Rival   | Gol | Resultado | Torneo              | Ref   |
| -- | ---------- | ------------------------------ | ------- | --- | --------- | ------------------- | ----- |
| 1. | 12-9-2007  | Almaty Central Stadium, Almaty | Bélgica | 2–2 | 2–2       | Euro 2008 qualifier | [ 6 ] |
| 2. | 16-11-2014 | Türk Telekom Arena, Estambul   | Turquía | 1–3 | 1–3       | Euro 2016 qualifier | [ 7 ] |

## Logros

### Club
Yelimay
- Kazakhstan Premier League (1): 1998

Irtysh-Bastau
- Kazakhstan Premier League (1): 1999

Zhenis Astana
- Kazakhstan Cup (1): 2002

Kairat
- Kazakhstan Premier League (1): 2004

Aktobe
- Kazakhstan Premier League (3): 2007, 2008, 2009
- Kazakhstan Cup (1): 2010
- Kazakhstan Super Cup (2): 2008, 2010

### Individual
- Futbolista del Año por la Federación de Fútbol de Kazajistán en 2004 y 2008
- Mejor Jugador del Año por la revista GOAL en 2004, 2007, 2008, 2009 y 2010